# Innocenty IX
Innocenty IX (łac. Innocentius IX, właśc. Giovanni Antonio Facchinetti de Nuce starszy; 20 lub 22 lipca 1519 w Bolonii, zm. 30 grudnia 1591 w Rzymie) – papież w okresie od 29 października do 30 grudnia 1591.

## Życiorys
Był synem Antonia Facchinettiego i Francesci Cini. Studiował na Uniwersytecie Bolońskim i 11 marca 1544 obronił doktorat utroque iure oraz przyjął święcenia kapłańskie. Był kanonikiem przy kościele św. Gerwazego i Protazego w Domodossola.
Po przybyciu do Rzymu został sekretarzem kardynała Nicolo Ardinghellego, a następnie kardynała Farnese, wkrótce wybranego na papieża. Już jako Paweł III, Farnese wysłał Facchinettiego do diecezji awiniońskiej jako administratora i wikariusza. W latach 1556–1558 Facchinetti był gubernatorem Parmy. Po powrocie do Rzymu pracował w kancelarii listów apostolskich oraz został referendarzem Trybunału Apostolskiej Sygnatury Sprawiedliwości i Apostolskiej Sygnatury Łaski (1559). 26 stycznia 1560 mianowany biskupem Nicastro, był pierwszym od 30 lat zwierzchnikiem tej diecezji, który sprawował rządy osobiście. Brał udział w soborze trydenckim (1562–1563), następnie sprawował misję dyplomatyczną nuncjusza w Wenecji (1566–1572), w trakcie której negocjował powołanie Ligi Świętej przeciw Turkom. Ze względu na stan zdrowia złożył rezygnację z kierowania diecezją Nicastro w 1575 i powrócił do Rzymu.
W Rzymie został doradcą (konsultorem) Świętego Oficjum oraz członkiem Świętej Konsulty. W 1576 został mianowany tytularnym patriarchą Jerozolimy. Nosił tytuły przeora komendatariusza S. Andrea di Carmignano w diecezji Padwa (w 1587 scedował ten tytuł na bratanka) oraz opata komendatariusza klasztorów benedyktyńskich S. Elia e Filarete w diecezji Mileto i S. Maria di Merola w diecezji Reggio Calabria.
12 grudnia 1583 został kreowany kardynałem, z tytułem prezbitera Santi Quattri Coronati. Od 19 listopada 1586 sprawował urząd generalnego inkwizytora Świętego Oficjum; był członkiem 5-osobowej komisji kardynałów, która podjęła decyzję o detronizacji króla Francji Henryka III, jako odpowiedzialnego za śmierć liderów katolickich Henryka i Ludwika (kardynała) de Guise; po śmierci króla dążył do zawarcia porozumienia pomiędzy królem Hiszpanii i włoskimi książętami przeciwko następcy Henryka Walezego, Henrykowi IV.
Brał udział w czterech konklawe – w 1585, dwóch w 1590 i w 1591. Na tym ostatnim został wybrany na papieża (jako następca Grzegorza XIV) 29 października 1591 i przyjął imię Innocentego IX.
W czasie krótkiego pontyfikatu, kontynuował walkę z pleniącym się bandytyzmem i poprawił warunki sanitarne w niektórych dzielnicach. Ze względu na wydatki idące na walkę z Henrykiem IV, wprowadził program oszczędnościowy, mający zapobiec spustoszeniu skarbca w Zamku św. Anioła. Podzielił także Sekretariat Stanu na trzy oddziały: jeden dla Francji i Polski, drugi dla Włoch i Hiszpanii, a trzeci dla Niemiec. Zmarł w wyniku przeziębienia po krótkiej podróży do siedmiu kościołów pielgrzymkowych,
Zdążył mianować dwóch kardynałów, 18 grudnia 1591 nadał ten tytuł Filippo Sedze i swojemu stryjecznemu wnukowi, Giovanniemu Antonio Facchinettiemu.

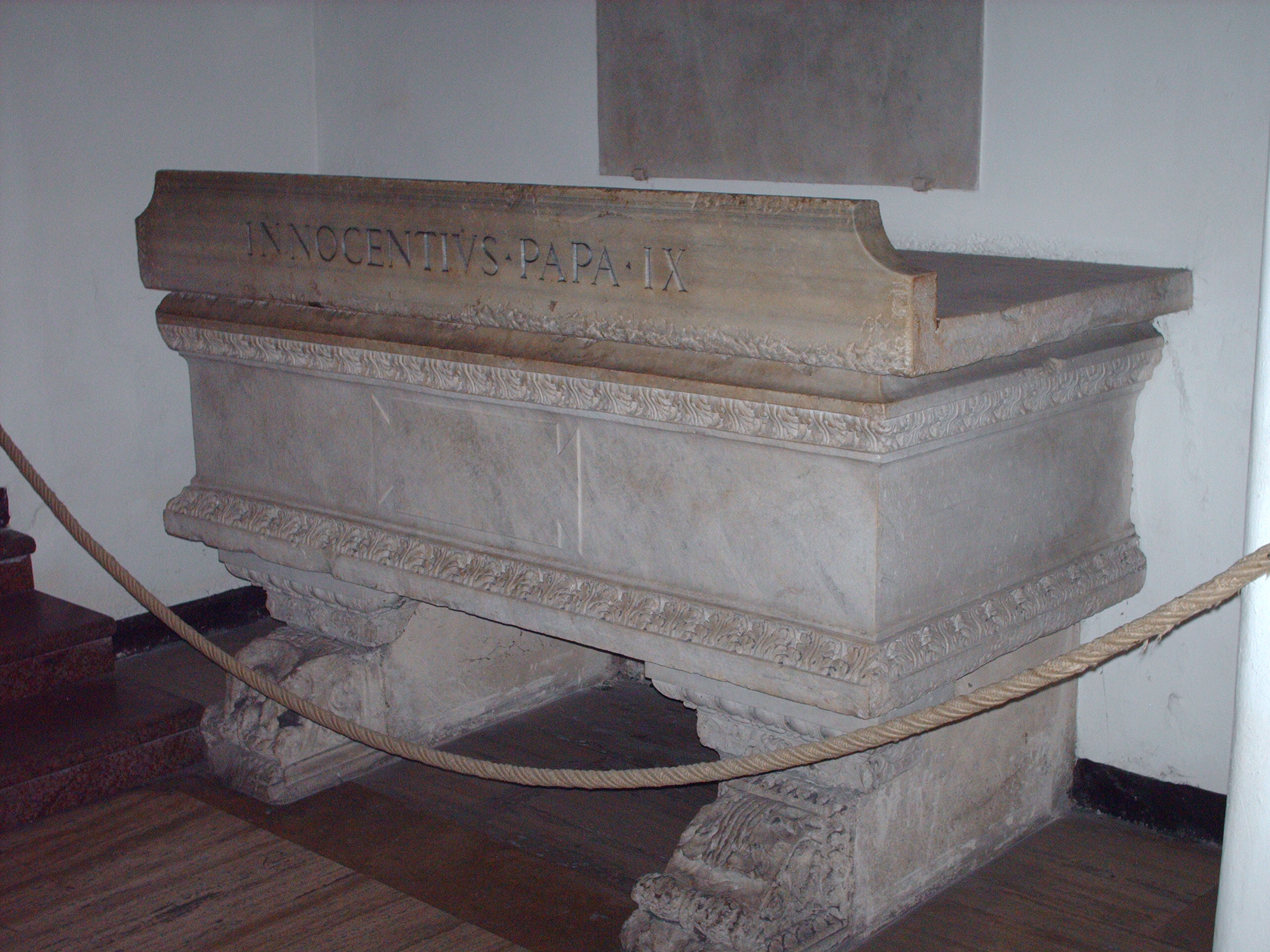
Grób Innocentego IX w Grotach Watykańskich

Został pochowany w patriarchalnej bazylice watykańskiej.